# Nepeta vivianii
Nepeta vivianii là một loài thực vật có hoa trong họ Hoa môi. Loài này được (Coss.) Bég. & Vacc. mô tả khoa học đầu tiên năm 1913.